# Голубцов, Фёдор Александрович
Фёдор Алекса́ндрович Голубцо́в (23 декабря 1758 [3 января 1759] — 1 [13] марта 1829, село Волгово Петербургская губерния) — русский государственный деятель; государственный казначей (с 8 сентября 1802 по 1 января 1810), министр финансов Российской империи (с 26 августа 1807 по 1 января 1810), член Государственного совета (с 7 сентября 1808). Действительный тайный советник (с 7 сентября 1808).
За время пребывания на должности министра финансов (1807—1810) не смог исправить крайне расстроенного положения государственного хозяйства.

## Биография
Родился 23 декабря 1758 (3 января 1759) года. Его мать, Анна Ивановна (1741—1816) — сестра А. И. Васильева. Отец — Голубцов Александр Фёдорович (1735—1796), симбирский вице-губернатор (1783—1792), воевода Пермской провинции (1774—1781).
После окончания в 1775 году Артиллерийского и инженерного шляхетного корпуса начал службу Сенате; в 1785—1790 годах был секретарём канцелярии генерал-прокурора Сената А. А. Вяземского. 
Почти всем своим продвижением по службе, как в Сенате, так и в финансовом ведомстве, он был обязан личному расположению своего дяди. В 1797 году, уже при Павле I, когда его дядя был назначен государственным казначеем, Голубцов стал управляющим 2-й экспедицией Экспедиции о государственных доходах. А после, когда в 1802 году дядя стал первым министром финансов России, Голубцов стал исполнять при нём должность государственного казначея и, одновременно, 6 ноября был назначен сенатором. Это было время, когда новая система управления при Александре I ещё не вполне сформировалась. Процесс реформирования системы государственного управления совпал со временем, когда одновременно требовалось решать и неотложные финансовые проблемы страны. Ещё при предшественнике Голубцова, первая же после учреждения министерства финансов опись доходов и расходов 1803 года сразу же отразила болезненное состояние государственного бюджета: доходы исчислялись в 97 миллионов 686 тысяч 737 рублей, а расходы превышали их на 13 миллионов 153 тысячи 856 рублей. Кроме того, в начале XIX века Россия вела активные военные действия в Европе против Наполеона, а на востоке — против Турции и Персии. Ряд военных неудач, а также присоединение России к континентальной блокаде по условиям Тильзитского мира 1807 года — ещё более губительно отразилось на бюджете страны. Главным источником пополнения государственных доходов в эти годы оставался, в основном, выпуск бумажных денег — ассигнаций, что вызывало сильное падение курса рубля. К трудностям чисто бюджетным присоединялись и проблемы в самой системе управления министерством финансов. После смерти А. И. Васильева, пользовавшегося большим личным доверием императора, ведомство по существу почти два года оставалось без назначенного главы. 
В конце августа 1807 года управляющим министерством финансов был назначен Ф. А. Голубцов, который одновременно состоял и государственным казначеем. Официально пост министра он получил только в 1809 году. До этого, в 1808 году он преобразовал Экспедицию о государственных доходах: 1, 2 и 4-я её экспедиции были объединены, а на основе 3-й и 5-й в 1809 года была учреждена Государственная экспедиция для ревизии счетов – единый орган финансового контроля гражданского ведомства. При Голубцове были изданы правила о ревизии государственных счетов и внутреннего займа (первый внутренний государственный заём был осуществлён в 1809 году). 
Непосредственное участие в разработке финансовой политики государства и, отчасти, в развитии структуры управления министерства принимал Комитет финансов (образованный в 1806 году и просуществовавший вплоть до 1917 года). Деятельность этого комитета до 1906 года была совершенно секретной и закрытой для широкой общественности. Образованный для рассмотрения государственной росписи и ликвидации бюджетного дефицита, одновременно он занимался всеми проблемами государственных финансов, которые ставились перед министром финансов и государственным контролем. Будучи высшим межведомственным органом с приданными ему особыми правами, комитет мог способствовать проведению тех мер, которые предлагал министр финансов. Члены этого секретного учреждения вырабатывали правила по всем займам, как внутренним, так и внешним, а также следили за оборотами денежных средств и занимались развитием государственного кредита. Большую часть своего срока, даже не являясь официально назначенным министром финансов, Фёдор Голубцов (как государственный казначей) в большей части просто выполнял решения, принятые Комитетом финансов.

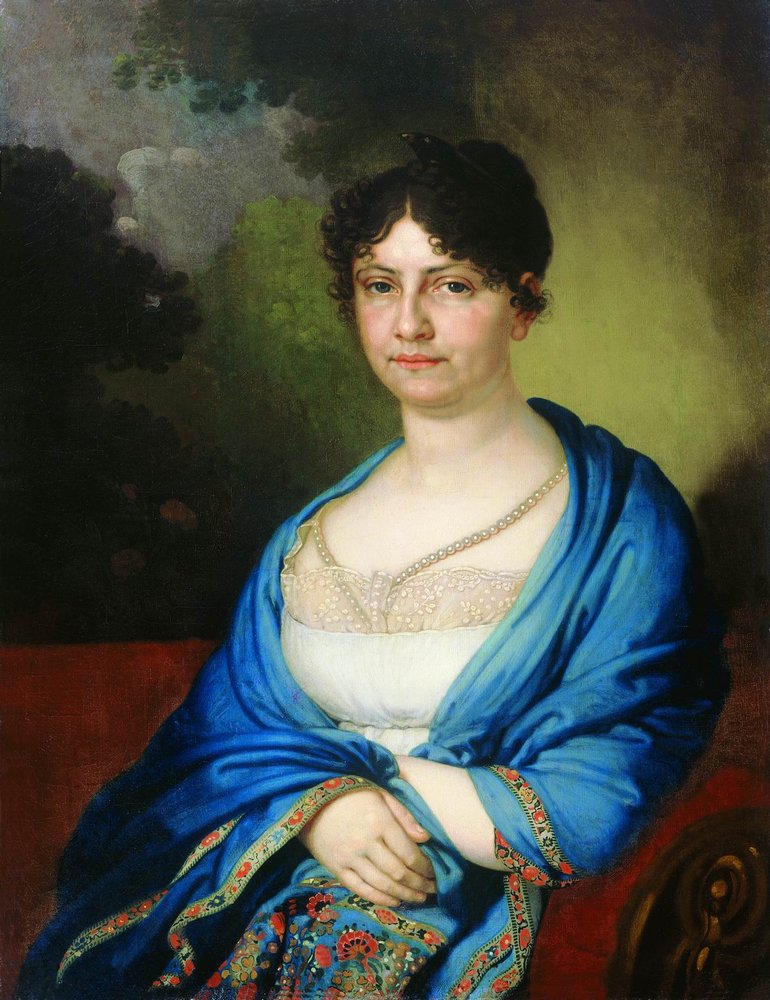
Жена, Мелания Ивановна Голубцова, на портрете кисти Боровиковского

Как известно, коренные изменения в государственном устройстве были разработаны М. М. Сперанским, тогда ещё не занимавшим должность государственного секретаря. Ему же в ноябре 1809 года император Александр I поручил подготовить срочную программу выхода из финансового кризиса. Временные и разобщённые меры уже не могли решить накопившихся проблем государственного бюджета. Для подготовки проекта был образован особый комитет, в обсуждении которого деятельное участие принял и бессменный товарищ министра финансов, Дмитрий Гурьев, за последние годы сильно сблизившийся со Сперанским. Прагматик и тонкий придворный, Гурьев использовал весь свой интеллект и растущее влияние Сперанского в борьбе за министерское кресло и в 1810 году Голубцов был отправлен в отставку — формально, «в связи с учреждением Государственного совета и обновлением всего состава высшего управления». Внешне демонстрируя свою приверженность новой министерской системе Сперанского, направленной на усиление вертикали власти, Дмитрий Гурьев, (по протекции последнего), 1 января 1810 года был назначен министром финансов и одновременно членом нового реформированного Государственного совета. 
После снятия с должности министра финансов, Ф. А. Голубцов сохранил за собой членство в Государственном Совете. Во время войны 1812 года по выбору санкт-петербургского дворянства он стал представителем Экономического комитета по формированию ополчения. 
Умер 1 (13) марта 1829 года в селе Волгово Петергофского уезда Петербургской губернии.
В 1805 году он женился на Мелании Ивановне фон Галлер (1777—1827). В том же году он был награждён орденом Св. Александра Невского.

## Награды
- Орден Святого Владимира 4-й степени (22.09.1786)
- Орден Святой Анны 1-й степени (13.03.1799)
- Орден Святого Александра Невского (01.01.1805)
- Орден Святого Владимира 2-й степени (25.06.1806)